# Жінки у Боснії та Герцеговині

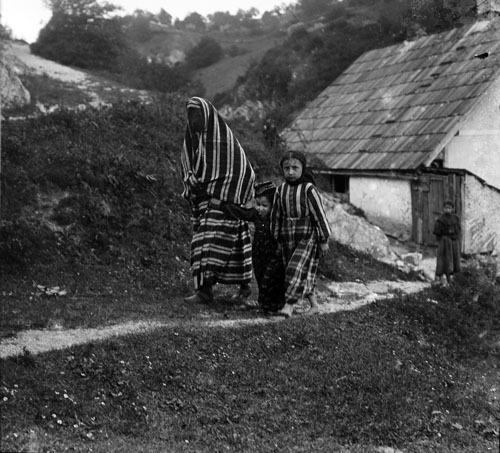
Боснійська жінка та дівчина, початок ХХ століття

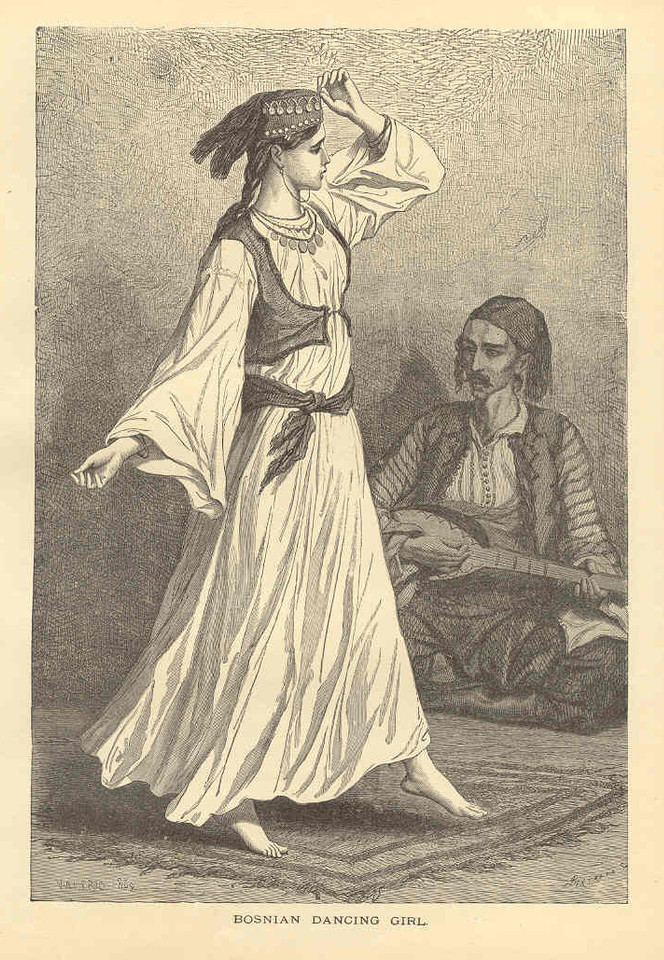
Боснійська дівчина, 1869 рік

Жінки у Боснії та Герцеговині — європейки Боснії та Герцеговині та її уродженки. Після Другої світової війни економічне зростання та індустріалізація пом'якшили жіночу бідність та пришвидшили освоєння боснійками різних професій.

## Передумови
Боснія має культурну та релігійну патріархальну традицію, згідно з якою жінки мають коритися чоловікам.
Боснія і Герцеговина проголосила суверенітет у 1991 році та незалежність від колишньої СФР Югославії у 1992 році. Боснійська війна (1992—1995) була причиною екстремальних актів насильства та економічного краху. Сьогодні Боснія і Герцеговина є багатоетнічним та багатоконфесійним суспільством.
Більшість населення сільське: лише 39,8 % всього населення міське. Жінки із сільських районів часто є більш маргіналізованими через нижчий рівень освіти та схильність до традицій, що диктують підпорядкованість чоловікам.

## Насильство проти жінок
В останні роки Боснія і Герцеговина вжила заходів для вирішення проблеми насильства проти жінок. Прийнятий Закон про захист від домашнього насильства в 2005 році та ратифікована Стамбульська конвенція.

### Сексуальне насильство
До набрання чинності новим Кримінальним кодексом у 2003 році закон про зґвалтування в Боснії та Герцеговині не містив засудження шлюбних зґвалтувань: «Хто примушує жінку, не його дружину, до сексуального зв'язку силою або загрозою безпосереднього нападу, засуджується до позбавлення волі на термін від 1 до 10 років».

#### Сексуальне насильство під час боснійської війни
Жінки зазнали масового сексуального насильства та сексуального рабства під час Боснійської війни та боснійського геноциду, коли насильство набуло гендерно-орієнтованої форми через зґвалтування.   Загальна кількість жінок, зґвалтованих під час війни, оцінюється від 12 000 до 50 000.  
Міжнародний кримінальний трибунал за колишню Югославію заявив, що «систематичне зґвалтування» та «сексуальне поневолення» під час війни є злочином проти людства, поступаючись лише військовому злочину геноциду.    

## Права жінок

### Свобода пересування та дрескод
Публічно боснійки зобов'язані ходити завуальованими. Лише неодружена жінка може з'являтися на публіці без завіси.

### Освіта
Рівень грамотності для віку 15 років і старше для чоловіків (99,5 %) вищий, ніж у жінок (97,5 %) — прогнозований рівень 2015 р.

### Робота
Жінки Боснії виконують більшість хатньої роботи, включаючи приготування їжі, прибирання та виховання дітей. Економічні руйнування громадянської війни негативно позначилися на участі жінок в економіці, навіть попри те, що жінки краще інтегровані в сільське господарство, ніж в інші сфери. У постконфліктній Боснії та Герцеговині жінки є рушійною силою змін. Коли після війни їхнє суспільне та соціальне становище погіршилось, деякі жінки вирішили поїхати з країни для пошуку роботи.

### Репродуктивні права
Рівень поширеності контрацепції становив 45,8 % на 2011/12. Рівень материнської смертності становив 11 смертей / 100 000 живонароджених на 2015 рік.

### Права на вільний шлюб
За словами AJ Schem: Молодим жінкам дозволяється отримувати увагу від молодих чоловіків, а молодому чоловікові, який замислюється про одруження, дозволяється проводити вечір зі своєю зарученою, поки вона сидить прихована від його очей стіною або віконницею. За словами Яноша Асбота: «Із садів на схилах пагорбів лунає монотонний спів містом. Незважаючи на суворі гареми та завіси, дівчата знають, як привернути увагу молоді. Ті, хто виходить на прогулянку, не втомлюються хвалити гарний голос. Чоловіки слідують за звуками і підходять до садової огорожі, і так починається більшість боснійських шлюбів. Якщо він зможе одного разу схопити її руку через паркан чи щілину у хвіртці, це знак згоди; а потім, за умови, що молодь зустрінеться зі схваленням батьків, ніщо не заважає їхньому щастю. До того ж під пильним оком матері справа навряд чи може зайти далеко, якщо батьки не схвалюють юнака.»

### Правадружин
Поширена полігамія. На думку Фрейзера: «Полігамія, така властива магометанським країнам, не переважає в Боснії в значній мірі, і обидві статі користуються привілеєм вибирати супутників на все життя. Мати родини має повагу. У всьому цьому вони сильно відрізняються від жителів східних країн». Згідно з AJ Schem: «Полігамія ніколи не набувала поширення. Жінки користуються в будинку свободою та привілеями, більшими, ніж турецькі жінки».

## Жінки на ринках праці

### Політика
Керуючись конституцією Боснії та Герцеговини, у 2003 році було прийнято Закон про гендерну рівність з метою сприяння рівності між чоловіками та жінками. Закони, пов'язані з виборами, а також інші закони, були змінені відповідно до конституції. В результаті закон про вибори передбачає гендерну квоту, що «30% усіх кандидатів повинні бути жінками».

### Військо
Згідно з османською розповіддю мусульман про австро-російсько-турецьку війну (1735–39), перекладену англійською К. Фрейзером, жінки-боснійські мусульманки воювали в боях. Жінки та чоловіки-боснійські мусульмани були серед жертв під час битви при Остервітчатці. Жінки-боснійки-мусульманки воювали в обороні фортеці Бузін (Büzin). Жінки та чоловіки чинили опір австрійцям у фортеці Четин (Четін). Французька розповідь описує хоробрість у битві боснійських мусульманок, які воювали у війні.